# James Howard Kunstler
James Howard Kunstler (nacido el 19 de octubre de 1948, Ciudad de Nueva York, Nueva York) es un escritor estadounidense, crítico social y conferencista. Su obra más conocida es Home from Nowhere (1994), una historia de los suburbios de Estados Unidos y el desarrollo urbano, y su obra más reciente La gran emergencia (2005). En este último libro se sostiene que la disminución de la producción de petróleo es probable que resulte en el final de la sociedad industrializada como la conocemos, y forzará a los estadounidenses a vivir en menor escala, en comunidades más autosuficientes. Comenzando con World Made by Hand en 2008, Kunstler ha escrito una serie de novelas de ciencia ficción donde se conjetura posibles culturas en el futuro. También da conferencias sobre temas relacionados con los suburbios, el desarrollo urbano, y los desafíos de lo que él llama la difícil situación mundial de petróleo y el cambio resultante inevitable en el "American Way of Life". Kunstler es también un destacado defensor del movimiento conocido como Nuevo urbanismo.

## Primeros años
Kunstler nació de padres judíos en la ciudad de Nueva York, que se divorciaron cuando él tenía ocho años. Su familia luego se mudó a los suburbios de Long Island. Su padre era un intermediario en el comercio de diamantes. Kunstler pasó la mayor parte de su infancia con su madre y su padrastro, un publicista de espectáculos de Broadway. Al pasar veranos en el campamento de chicos en Nuevo Hampshire entró en contacto con la filosofía de ese pequeño pueblo que más tarde se impregnaría en muchas de sus obras. En 1966 se graduó de la secundaria High School de Nueva York de música y arte, y asistió a la Universidad Estatal de Nueva York en Brockport, donde se especializó en teatro.
Ha sido profesor en la Universidad de Harvard, Yale, Columbia, Dartmouth, Cornell, el MIT, RPI, de la Universidad de Virginia, entre otros y ha laborado en organizaciones como la AIA, la APA y el National Trust for Historic Preservación.
Después de la universidad, Kunstler trabajó como reportero y articulista de varios periódicos y, finalmente, como escritor para la revista Rolling Stone. En 1975, comenzó a escribir libros y dar conferencias a tiempo completo. Vive en Saratoga Springs, estado de Nueva York y estuvo casado con la autora de libros infantiles Jennifer Armstrong.

## Vida como escritor
En el transcurso de los primeros 14 años de su carrera como escritor (1979-1993), Kunstler escribió siete novelas. Desde mediados de 1990, ha escrito cuatro libros sobre el desarrollo de los suburbios y la disminución de los suministros mundiales de petróleo. Según el Columbia Journalism Review, su primera obra sobre el tema, Geography from Nowhere examinó los efectos de la arquitectura proyectada "por medio de dibujos, de ciudades desperdiciadas, y de paisajes devastados", como él decía. Descrito como una jeremiada por el Washington Post, Kunstler es crítico de los suburbios y las tendencias de desarrollo urbano en los Estados Unidos, y es un defensor del movimiento del Nuevo Urbanismo. De acuerdo a Scott Carlson, reportero de The Chronicle of Higher Education, los libros de Kunstler sobre el tema se han convertido en una "lectura estándar en la arquitectura y de cursos de planificación urbana".
Kunstler describe a Estados Unidos como un país muy mal planificado en cuanto su urbanismo, carreteras y suburbios. En 2001, en una opinión para Planetizen, escribió que a raíz de los atentados del 9/11 de la "era de los rascacielos llegaría a su fin", que ya no se construirían nuevos rascacielos, y que los actuales edificios altos están destinados a ser desmantelados.
En sus libros posteriores, como Home from Nowhere, Meditaciones sobre la condición urbana, y La gran emergencia (2005), empujó duro en temas tabú como el problema de Estados Unidos post-petrolero. James Howard Kunstler dice que escribió La geografía de ninguna parte, porque yo creo que mucha gente comparte mis sentimientos sobre el paisaje trágico de las grandes autopistas y carreteras, aparcamientos, mega centros comerciales, ciudades desechadas, y el campo devastado por lo que hace el entorno cotidiano, donde la mayoría de los estadounidenses viven y trabajan. Fue presentado en el documental sobre el pico del petróleo, The End of Suburbia, de amplia difusión en Internet, así como en el documental canadiense Ciudad Radiante (2006).
En su novela de ciencia ficción reciente World Made by Hand (2008), describe un mundo futuro dependiente de la producción localizada y la agricultura, con poca confianza en las importaciones.
En sus escritos y conferencias, hace fuertes llamamientos a que no hay otra fuente de energía alternativa barata en el horizonte que pueda reemplazar al petróleo. Por lo tanto, prevé una era de "baja energía" mundial que será radicalmente muy diferente a la era actual. Esto ha contribuido a ser cada vez más un abierto defensor de soluciones de eficiencia energética como, por ejemplo, la mejoría del sistema ferroviario estadounidense y escribe que "tenemos que conseguir una reactivación del sistema ferroviario, si esperamos que Estados Unidos siga siendo un país unido".

## Obras
| Ensayos - Geography of Nowhere (1993) - Home from Nowhere (1996) - The City in Mind: Notes on the Urban Condition (2002) - Traducida en español como Meditaciones sobre la condición urbana, problemática del nuevo urbanismo por Andrés Duany y Gustavo Sánchez Hugalde (2010) - The Long Emergency (2005) - Traducido en español como La gran emergencia por Patricia Losa Pedrero (2007) | Novelas - The Wampanaki Tales (1979) - A Clown in the Moonlight (1981) - The Life of Byron Jaynes (1983) - An Embarrassment of Riches (1985) - Blood Solstice (1986) - The Halloween Ball (1987) - Thunder Island (1989) - Maggie Darling: A Modern Romance (2003) - World Made by Hand (2008) - The Witch of Hebron (2010) - Home from Nowhere (1998) | Teatro - Big Slide (2010) |